# Сиера де Гуадарама
Сиера де Гуадарáма (на испански: Sierra de Guadarrama) е планински масив в Испания, съставна част на Кастилските планини (Централна Кордилера). Простира се на 150 km от югозапад на североизток, на територията на автономните области Мадрид и Кастилия и Леон, на северозапад от столицата на Испания и се явява вододел на най-големите реки на Пиренейския полуостров – Тахо и Дуеро. Най-висока точка е връх Пенялара 2428 m. На югозапад в района на град Авила се свързва с масива Сиера де Гредос, а на североизток – с масивите Сиера де Айльон и Сиера де ла Сомосиера. Планинският масив е изграден основно от кристалинни скали. Състои се от няколко плосковърхови масива със стръмни склонове, които са заети частично с борови гори, храстови формации и пасища. В селището Сан Рафаел се експлоатира находище на уранова руда.

## Върхове на масива
- Пенялара (2428 м)
- Кабесас де Иеро (2383 м)
- Серо де Валдемартин (2280 м)
- Малисиоса (2227 м)
- Ел Неверо (2209 м)
- Пинареха (2197 м)
- Монтон де Триго (2161 м)
- Сиете Пикос (2138 м)
- Нахара (2108 м)
- Реахо Алто (2102 м)
- Торес де ла Педриса (2029 м)